# Grigore Geamănu
Grigore Geamănu (n. 16 iunie 1903, Turcinești, România – d. 2 august 1985) a fost un jurist român, care a îndeplinit funcții administrative importante în perioada regimului comunist. Grigore Geamănu a fost membru de partid din decembrie 1945. Grigore Geamănu a fost deputat în Marea Adunare Națională în sesiunile din perioada 1946 - 1969.
În perioada 30 decembrie 1947 - 14 aprilie 1948, Grigore Geamănu a îndeplinit funcția de subsecretar de stat la Ministerul de Interne. A fost apoi decan al Facultății de Științe Juridice și Administrative din București, ambasador în Elveția (1959-1962), membru al Consiliului de Stat (1961-1967), ambasador în Turcia (1968-1971) și apoi membru al Curții de Arbitraj de la Haga (1965-1971).

## Decorații
- Ordinul Muncii clasa a III-a (30 decembrie 1957) „cu ocazia celei de a zecea aniversări a proclamării Republicii Populare Romîne și pentru merite deosebite în îndeplinirea sarcinilor date de Partidul Muncitoresc Romîn, pentru merite deosebite pe tărîmul construcției de stat, economice, sociale, culturale și obștești”[6]
- Medalia „40 de ani de la înființarea Partidului Comunist din Romînia” (6 mai 1961) „pentru activitate îndelungată în mișcarea muncitorească și merite în opera de construire a socialismului”[7]
- Ordinul „Steaua Republicii Populare Romîne” clasa a II-a (18 august 1964) „pentru merite deosebite în opera de construire a socialismului, cu prilejul celei de a XX-a aniversări a eliberării patriei”[8]
- Ordinul „Tudor Vladimirescu” clasa a V-a (30 aprilie 1966) „cu prilejul celei de-a 45-a aniversări de la înființarea Partidului Partidului Comunist din România, pentru merite deosebite în opera de construire a socialismului”[9]
- Ordinul „23 August” clasa a II-a (4 mai 1971) „cu prilejul aniversării a 50 de ani de la constituirea Partidului Comunist Român, [...] pentru activitate îndelungată în mișcarea muncitorească și merite deosebite în opera de construire a socialismului”[10]

## Lucrări publicate
- Dreptul internațional contemporan (Ed. Didactică și Pedagogică, București, 1966, reeditat în 1975)
- Principiile fundamentale ale dreptului internațional contemporan (Ed. Didactică și Pedagogică, 1967)
- Dreptul Internațional Penal și Infracțiunile Internaționale (Ed. Academiei, București, 1977)
- Dreptul Internațional Public (Ed. Didactică și Pedagogică, București, vol. I - 1981, vol. II - 1983)